# Фарул (футбольный клуб)
«Фарул» (рум. FCV Farul Constanţa) — румынский футбольный клуб из города Констанца, финалист Кубка Румынии 2004/05. Основан в 1920 году. Домашние матчи проводит на стадионе «Вииторул» в городе Овидиу общей вместимостью 4554 зрителей. После объединения с «Вииторулом» в 2021 году, выступает в Лиге I. В сезоне 2022/23 впервые взял золото румынского чемпионата. «Фарул» — в переводе с румынского означает «маяк».

## История

### Ранние годы (1920—1949)
Клуб был основан в 1920 году, как СПМ Констанца и выступал под этим названием до 1946 года, когда был переименован в ПКА Констанца.

### Восхождение (1949—1960)
Современная история футбольного клуба из Констанцы началась в 1949 году, когда две городские команды («Дезробирея Констанца» и ПКА Констанца) объединились под названием «Локомотива ПКА Констанца». В 1953 году команда была переименована в «Локомотива Констанца». Команда выступала в Дивизии Б (вторая лига), а в конце сезона 1954 года впервые вышла в Дивизию А (первая лига). Команда заняла 1-е место в третьей серии Дивизии Б, на три очка опередив занявшее 2-е место «Динамо Бакэу».
Весной 1955 года «Локомотива» начала свой первый сезон в первой лиге. Команда была усилена игроками из «Политехники Тимишоары», «ЧФР Бухарест» и «Фламура Рошие Арад», а также новым тренером в лице Эугена Младина. Первый матч «моряков» был сыгран в Бухаресте против будущего чемпиона «Динамо Бухарест». Гогу Кожокару открыл счёт и стал первым бомбардиром команды в первой лиге, но матч был проигран со счётом 1:4. В конце сезона «Локомотива» заняла 12-е место из 13 и вылетела в Дивизию B. В том же сезоне был открыт стадион «Фарул» (названный в то время стадионом 1 Мая). Дебютным матчем стала игра 4-го тура лиги между «Локомотивой» и действующим чемпионом «Фламурой Рошие Арад». Игра была сыграна 23 марта 1955 года, и хозяева выиграли со счётом 1:0 после гола, забитого Маноле ударом с 40 метров.
«Локомотива» завершила сезон Дивизии Б 1956 года на 6-м месте, а 1957 году — на 3-м. Возвращение к осенне-весеннему формату в начале сезона 1957/58 и переименование команды в «Фарул Констанца» принесло удачу «морякам», которые выиграли вторую лигу и вернулись в первую. После тяжёлого первого сезона, в котором клуб финишировал чуть выше зоны вылета, «Фарул» показал свой лучший сезон в истории и занял 4-е место в конце сезона 1959/60.

### Европейский и международный дебют (1960—1967)

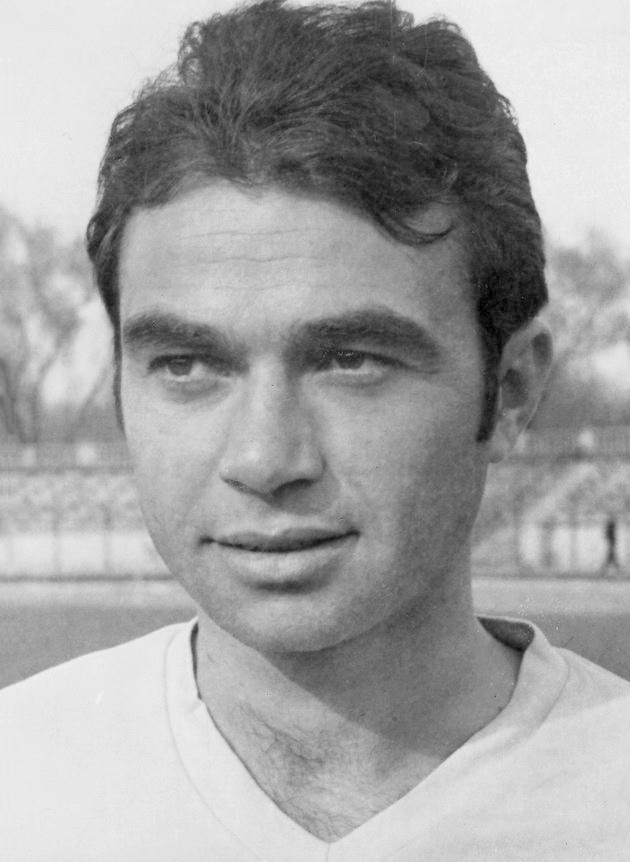
Марин Туфан, лучший бомбардир «Фарула»

1960-е годы начались для «акул» в первой футбольной лиге страны. Из-за того, что новички Брынзей, Станку и Василеску не смогли интегрироваться в команду, в конце сезона 1960/61 «Фарул» финишировал 13-м и вылетел в низшую лигу вместе с «Политехникой Яссы» и «Корвинулом Хунедоара». «Фарул» недолго оставался в Дивизии Б и в конце сезона 1961/62 вернулся в первую лигу, заняв первое место. Также в том же сезоне «Фарул» завоевал свой первый национальный футбольный титул, выиграв чемпионат U-19. В следующем году «моряки» провели очень хороший сезон и сумели завершить первую часть сезона лидерами Дивизии А. Вторая часть была не так хороша, как первая, и они потеряли некоторые позиции, заняв пятое место по итогу чемпионата. Также в сезоне 1962/63 наступательное трио Бюкёсси-Чиошеску-Динулеску сумело забить 48 голов. «Фарул» выиграл второй титул подряд в лиге U-19, ученики Георге Смэрэндеску обыграли в финале «Динамо Бухарест» со счётом 2:1.
Следующие три сезона начались для «Фарула» хорошо, но закончились на посредственных позициях. В сезоне 1963/64 клуб с берега Чёрного моря финишировал 8-м, занимав 3-е место по итогам первого круга, в котором в составе появился бессменный бомбардир «Фарула» Марин Туфан (62 гола). В следующем году «моряки» финишировали всего на одно очко выше первой вылетевшей команды, «Минерул Бая-Маре», а в сезоне 1965/66 «Фарул» занял только 9-е место из 14. Команда из Констанцы прошла квалификацию на Балканский кубок 1964-66, который стал их первым участием в европейских соревнованиях. 28 апреля 1965 года был сыгран первый европейский матч «моряков», в котором «Фарул» встретился со «Спартаком» из Пловдива, игра на выезде завершилась вничью со счётом 1:1. Второй матч, сыгранный в Констанце двумя неделями позже, был выигран «Фарулом» со счётом 1:0, что стало первым европейским успехом в истории клуба. В следующей игре «бело-синие» играли в Скопье против «Вардара», которого обыграли со счётом 4:0, а в ответном матче зафиксировали новую победу со счётом 1:0. Затем последовал матч против греческой команды «Олимпиакос», победы были разделены, в Пирее победил «Олимпиакос» со счётом 1:0, а в Констанце «Фарул» разгромил греков 3:0, таким образом заняв первое место в группе А. Финал турнира был румынским, «Фарул» встретился с «Рапидом Бухарест», но команда из Констанцы проиграла по сумме двух матчей после ничьей 3:3 в Бухаресте и поражения 0:2 в Констанце. Ещё одним заметным выступлением в том сезоне стал хороший результат в Кубке Румынии, где «акулы» проиграли в полуфинале «УТА Араду» 2:3.
В сезоне 1966/67 «Фарул» снова произвёл хорошее впечатление в Дивизии А и занял 4-е место. В конце того же сезона в награду за хорошую игру «Фарул» отправился на свой первый международный турнир, сыгранный в Ливане, Кувейте и Сирии, где «моряки» сыграли 6 игр.

### Фарул, между успехом и посредственностью (1967—1988)

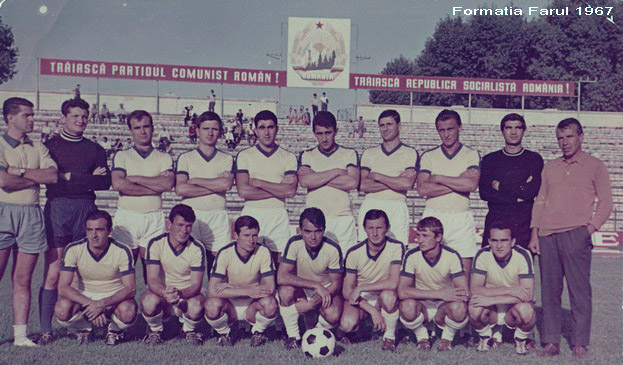
Команда «Фарул Констанца» 1967/68, участвовавшая в Балканском кубке

«Фарул» участвовал в Балканском кубке 1966/67 в группе с афинским АЕКом, «Локомотивом София» и «Вардаром». «Моряки» начали с двух побед подряд в Констанце: 4:1 над «Локомотивом София» и 2:0 над «Вардаром». Однако они не смогли повторить свою хорошую домашнюю форму и в выездных матчах проиграли все три игры: 0:4 «Вардару», 0:3 АЕКу и 1:5 «Локомотиву». В последнем матче они сыграли вничью 1:1 против АЕКа и заняли 3-е место в группе.
«Акулы» завершили сезон 1967/68 на 7-м месте и снова участвовали в Балканском кубке. Их соперниками были «Берое», «Влазния» и «Генчлербирлиги». Полученные результаты были следующими: победа над «Генчлербирлиги» 3:1 в Констанце и поражение 1:2 в Турции, два поражения с одинаковым счетом 1:2 в Шкодере и Стара-Загоре, за которыми последовала победа 2:1 над «Влазнией» в Констанце и поражение 1:2 от «Берое». «Фарул» завершил группу на 3-м месте и не прошёл в следующий этап.
В следующие два сезона «Фарул» закрепил за собой репутацию команды, которую трудно победить. Они заняли 9-е место и вышли в полуфинал Кубка Румынии в конце сезона 1968/69. За этим последовало 6-е место в лиге и выход в четвертьфинал Кубка Румынии в сезоне 1969/70.
В начале 1970-х годов «Фарул» превратился в обычную команду из середины турнирной таблицы Дивизии А: 1970/71 — 11-е, 1971/72 — 11-е и 1972/73 — 8-е, но летом 1973 года клуб обновился, когда был переименован в «ФК Констанца». Перезапуск имел положительный эффект, и по итогам следующего сезона команда заняла 4-е место, получив квалификацию в Балканский кубок 1975 года. Формат турнира изменился, и группа была сформирована всего из трёх команд, соперниками стали «Эскишехирспор» и «Локомотив София». Одна победа (2:1 над «Локомотивом»), одна ничья (2:2 против «Эскишехирспора») и два поражения (1:2 от «Эскишехирспора» и 0:1 от «Локомотива»), оба в выездных матчах.

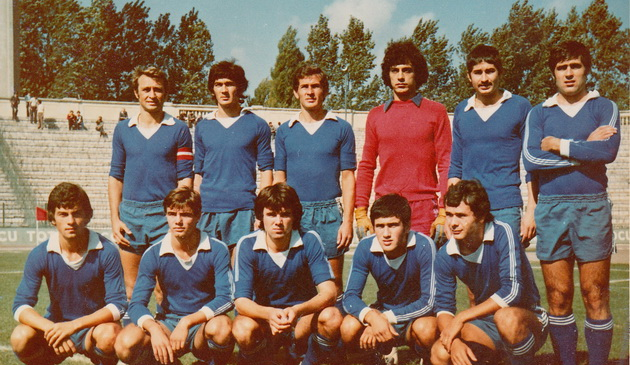
Состав «Констанцы» в 1980-х годах

В период с 1974 по 1988 годы результаты «Констанцы» колебались, команда находилась между первой и второй лигами, что было далеко от результатов, полученных во второй половине 1960-х и первой половине 1970-х годов. После двух сезонов в середине турнирной таблицы, где «Констанца» занимала 10-е место 2 года подряд (1974/75 и 1975/76), команда была всего в одном шаге от вылета, закончив сезон 1976/77 на 15-м месте с одинаковым количеством очков, как у первой вылетевшей команды «Рапид Бухарест». «Констанца» не восприняла это предупреждение всерьёз и вылетела в конце следующего сезона, заняв 16-е место из 18. Вернувшись в Дивизию Б после 16 лет отсутствия, «Констанца» финишировала только 4-й в первом сезоне, затем 2-й в конце сезона 1979/80, но далеко от лидера «Брашова». «Моряки» вернулись в первую лигу в 1981 году, но провели ещё один бледный сезон и финишировали только на 14-м месте, на два очка выше зоны вылета, и окончательно вылетели в конце сезона 1982/83. Далее были четыре сезона в Дивизии B с посредственными результатами: 1983/84 — 5-е, 1984/85 — 4-е, 1985/86 — 4-е и 1986/87 — 4-е. Клуб вернулся в Дивизию А в конце сезона 1987/88 после победы в серии I, а летом 1988 года был снова переименован в «Фарул Констанца». За это время, несмотря на более слабые результаты, команда с берега Чёрного моря дала румынскому футболу несколько громких имён, таких как: Георге Хаджи, Константин Гаке, Штефан Петку и Ион Молдован.

### ИзКубка ИнтертотовДивизию Б(1988—2001)
Конец 1980-х — начало 1990-х годов застал «Фарул» в Дивизии А, но с результатами, которые не слишком впечатляли: 1988/89 — 9-е, 1989/90 — 9-е, 1990/91 — 10-е, 1991/92 — 13-е, 1992/93 — 9-е и 1993/94 — 6-е. Ситуация начала меняться в сезоне 1994/95, который был важным для команды с побережья Чёрного моря. Даже несмотря на 11-е место, «Фарул» был зачислен в Кубок Интертото УЕФА 1995 года, дебютировав в турнире. «Фарул» неожиданно выиграл группу из пяти команд, одержав гостевую победу над югославским «Бечеем» 2:1, победив дома польскую «Погонь» 2:1 и белорусский «Днепр Могилёв» 2:0, и 1 раз сыграв вничью в гостях с французским «Канном» 0:0. Жеребьёвка свела «Фарул» в 1/8 финала с голландским клубом «Херенвен». Матч был сыгран в Нидерландах 29 июля 1995 года на стадионе «Абе Ленстра». Стадион был неполным, присутствовало всего 5 000 зрителей при общей вместимости 20 000 мест. В матче явно доминировала голландская команда, за которую играл молодой Йон-Даль Томассон, который через несколько лет станет известным игроком. На 19-й минуте Эрик Регтоп открыл счёт, а ещё через 16 минут тот же Регтоп его увеличил. После перерыва Йон-Даль Томассон и Ромео Ваунден установили окончательный счёт 4:0. «Моряки» продолжили свою хорошую форму и в следующем сезоне, особенно в Кубке Румынии, где вылетели в четвертьфинале.
После приключения в Кубке Интертото «Фарул» вернулся к своим привычным результатам в середине таблицы, занимая следующие места: 1995/96 — 8-е, 1996/97 — 10-е, 1997/98 — 12-е и 1998/99 — 12-е. Самым заметным достижением этих сезонов стал 1000-й матч, сыгранный «Фарулом» в высшем дивизионе румынского футбола, этот исторический результат был достигнут в сезоне 1998/99. Финансовые проблемы и незаинтересованность местных властей того времени наложили свой отпечаток на команду в сезоне 1999/00, когда по его итогам «акулы» вылетели в Дивизию Б. Перед последним туром «моряки» были на 13-м месте, что их спасало, но в 34-м туре они проиграли 1:2 «Онешти» и финишировали 15-ми, вылетев после 12 лет, проведённых в высшей лиге румынского футбола.
Мотивированный возвращением в Дивизию А, «Фарул» доминировал в серии I Дивизии Б вместе со «Спортулом Студенцеск» и завершил сезон 2000/01 на втором месте с 74 очками. Второе место обеспечило им плей-офф повышения/понижения против «Бакэу», занявшего 14-е место в Дивизии A. Два клуба поровну разделили победы (2:1 и 1:2), но «Фарул», победил в серии пенальти 4:3. Возвращение в высший дивизион также ознаменовалось началом эры владельцев в Констанце. Во времена Социалистической Республики Румынии все футбольные клубы принадлежали государственным учреждениям, после Румынской революции собственность продолжалась в двойном аспекте: клубы принадлежали государственным учреждениям и клубы принадлежали бизнесменам. 1990-е и начало 2000-х годов известны как начало эры владельцев в румынском футболе, когда большинство клубов стали частными и, как правило, управлялись одним бизнесменом. Бизнесменом из Констанцы, купившим «Фарул», был Георге Босынчану, владелец верфи Констанца.

### Взлет и падение до банкротства (2001—2016)
Несмотря на лучшее финансовое положение, «моряки» заняли 14-е место в сезоне 2001/02 и должны были играть в плей-офф повышения/понижения. «Фарул» встретился с «Бая-Маре» и победил их со счётом 1:0 в Констанце. Ничья 0:0 в Бая-Маре означала, что бело-синие остались в Дивизии А.
Далее было несколько успешных сезонов клуба с берега Чёрного моря. Сезон 2002/03 они закончили на 10-м месте, 2003/04 на 9-м и в сезоне 2004/05 клуб занял высокое 5-е место в чемпионате и был назван в том же году «чемпионом провинции», а первые четыре места заняли бухаресткие команды: «Стяуа», «Динамо», «Рапид» и «Национал». В том же сезоне «акулы» добились одного из лучших результатов в своей истории, сыграв в финале Кубка Румынии. 67-й финал Кубка Румынии был сыгран на стадионе «Котрочени» в Бухаресте, между «Фарулом Констанца» и «Динамо Бухарест», перед 15 000 зрителями (из которых около 6 000 прибыли из Констанцы). «Динамо» выиграло со счётом 1:0, гол забил Штефан Григорие на 6-й минуте.
После очень хорошей игры в чемпионате и кубке 2004/05 «Фарул» продолжил свою хорошую форму и в следующем сезоне, когда дошёл до полуфинала Кубка Румынии, где уступил «Националу» 2:4 по сумме двух матчей. В Дивизии А «моряки» заняли 7-е место, и клуб принял участие в Кубке Интертото 2006, где они выбили «Победу» со счётом 4:2 по сумме двух матчей и «Локомотив Пловдив» со счётом 3:2 по сумме двух встреч. В финальном этапе турнира «Фарул» встречался с «Осером». Французская команда приняла участие в соревновании из-за неучастия итальянского «Палермо» (из-за итальянского футбольного скандала 2006 года). «Фарул» проиграл по сумме двух матчей 2:4 и упустил шанс на участие в Кубке УЕФА. В том сезоне, несмотря на инвестиции в размере более 2 миллионов евро, обещанные владельцем Георге Босынчану, после матча с «Осером», «Фарул» весь сезон оставался в нижней части таблицы, закончив сезон 2006/07 на 14-м месте.
Сезон 2007/08 считается одним из самых зрелищных послереволюционных сезонов в Лиге I, но он застал «Фарул» в не очень хорошей форме. «Констанцы» даже были последними в лиге на протяжении трёх туров. «Морякам» удалось спастись от вылета и финишировать на 13-м месте. Сезон 2008/09 стал началом упадка клуба с берега Чёрного моря. После 8 лет, проведённых в высшем дивизионе, «Фарул» снова вылетел во вторую лигу, не сумев финишировать выше зоны вылета турнирной таблицы. Последний матч «Фарула» в высшем дивизионе также стал отрицательным рекордом того сезона, «акулы» проиграли «Отопени» со счётом 0:6.
Понижение также привело к уходу Георге Босынчану, владельца клуба в течение последних восьми лет, который продал его Гиани Неделку, бывшему инвестору «Рокар Бухарест» и «Штиинца Бакэу», клубов, которые обанкротились в период, когда Неделку правил ими. С тех пор сторонники не были слишком оптимистичны, и их опасения оправдаются в следующие годы, когда «Фарул» тщетно боролся, не получив никакого продвижения вверх. В сезоне 2009/10 «Фарул» не находит ресурсов, необходимых для быстрого возвращения в высшую лигу и финиширует на 8-м месте. Начало следующего сезона было полным эмоций, клуб получил лицензию Лиги II очень поздно из-за финансовых проблем, которые теперь стали больше. Эти проблемы наложили свой отпечаток и на игру команды, «моряки» завершили сезон только 13-ми. В сезоне 2011/12 «акулы» добились прогресса и заняли 8-е место, но далеко от места повышения.
Запах Лиги III начал ощущаться в сезоне 2012/13. Из серии I в этом сезоне вылетели пять команд. «Бакэу», «Астра II» и «Каллатис Мангалия» выбыли из чемпионата до его начала, а «Киндия Тырговиште» и «Динамо II» вылетели. Из-за отказов команд от участия в чемпионате, «Фарул» финишировал первым над красной линией вылета, всего на одно очко выше «Киндии». В сезоне 2013/14 Лига II меняет свой формат на систему плей-офф/плей-аут, и «моряки» завершили регулярный сезон на 11-м месте в зоне плей-аут. На этапе плей-аута они оказались на последнем месте, но снова спаслись от вылета в третий дивизион из-за расформирования «Дунэри Галац». В сезоне 2014/15 «Фарул» снова сыграл в плей-ауте, где занял 4-е место и спасся от вылета. Казалось всё изменилось в сезоне 2015/16, когда «Фарул» завершил регулярный чемпионат на 4-м месте и вышел в группу плей-офф. «Акулы» набрали 29 очков и заняли 5-е место, что дало болельщикам возможность надеяться на лучший результат в следующем сезоне. Однако растущие финансовые проблемы в конечном итоге задушили клуб, и перед началом сезона 2016/17 «Фарул» выбыл из второй лиги. Ситуация некоторое время оставалась неопределённой, однако Гиани Неделку надеялся, что ему удастся получить лицензию на третью лигу. Однако комиссия по лицензированию FRF объявила, что не допустит этого из-за неминуемого банкротства, которое ударит по клубу из Констанцы.
22 сентября 2016 года «Фарул Констанца» был объявлен банкротом после 67 лет, в течение которых он представлял город Констанца в Лиге I, Лиге II, Кубке Румынии, Кубке Интертото и Балканском кубке.

### Возрождение, слияние сВииторуломи возвращение Хаджи (с 2016 года)

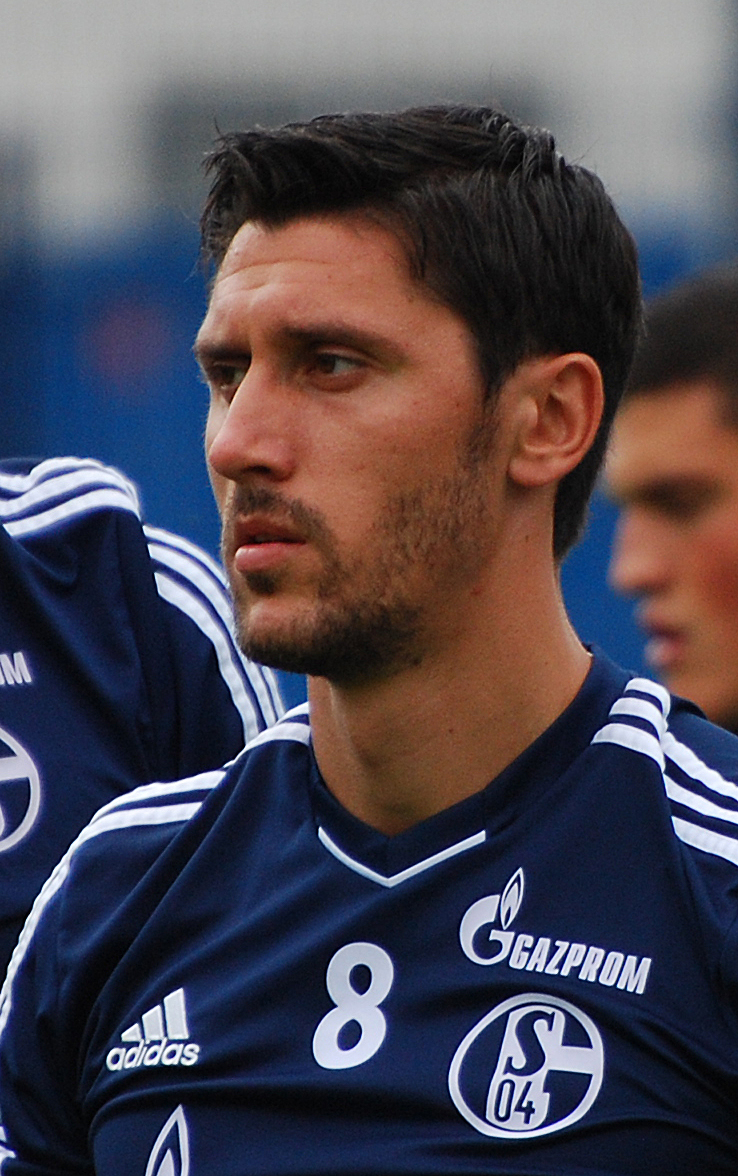
Чиприан Марика, основной акционер «Фарула» до объединения

Когда стало ясно, что банкротство неизбежно, группа сторонников «Фарула», организованная «Ассоциацией сторонников Фарула» действовала быстро и всего за несколько недель сумела создать и зарегистрировать новую организацию с единственной целью продолжить традицию «Фарула Констанца». Таким образом, 8 августа 2016 года они основали клуб, который обеспечил футбольную преемственность «Фарула», избегая сезонов исчезновения или паузы.
Новый клуб сохранил бело-синие цвета и принял старый логотип «Фарула», на котором изображён маяк Констанца, Чёрное море и летящая чайка. Команда была зачислена в дивизион жудеца Констанца Лиги IV как раз к сезону 2016/17. «Фарул» занял 1-е место, одержал 32 победы в 34 играх и забил 135 голов, пропустив 14. «Моряки» выиграли плей-офф повышения со счётом 8:2 по сумме двух матчей победив чемпионов жудеца Тулча «Пескэрушул Саричиой» и были повышены в Лигу III. Летом 2017 года новым тренером был назначен Петре Григораш и были приобретены важные игроки. В сезоне 2017/18 «Фарул» до последних туров вёл тяжелую борьбу за повышение с «Прогресулом Спартак Бухарест», и в итоге занял 1-е место и вышел в Лигу II.

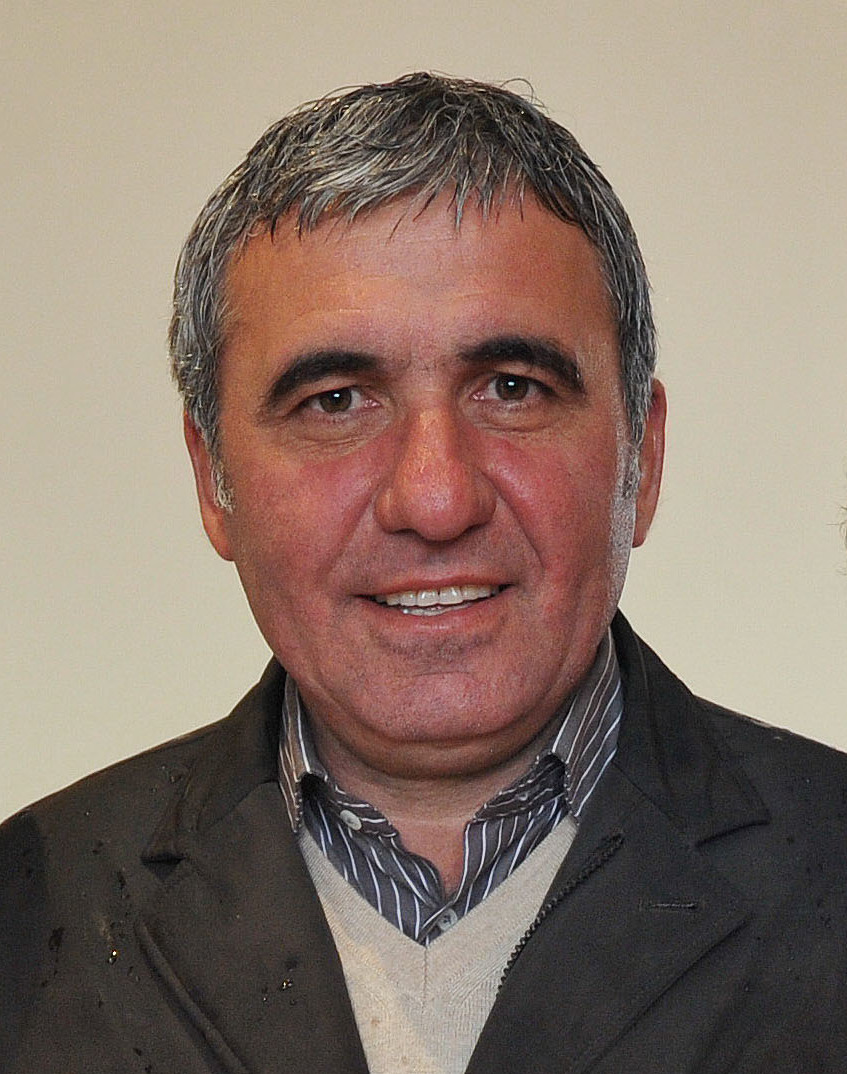
Георге Хаджи, основной владелец «Фарула» после объединения

Летом 2018 года бывший румынский футболист Чиприан Марика купил бренд «Фарула» за 49 150 евро. Этот шаг вызвал недолгий конфликт между Марикой и сторонниками «Фарула», несмотря на то, что первый утверждал, что пытался вести диалог с руководством «ССК Фарул». В конечном итоге это привело к тому, что Марика сформировал новую команду, «ФК Фарул Констанца» и зарегистрировал её в Лиге IV. В конце концов, Марика и сторонники пришли к единому мнению: бывший футболист объявил, что собирается возглавить «ССК Фарул», кроме того, команда Лиги IV станет резервной командой клуба, а к зиме бренд будет передан команде Лиги II. На своей первой пресс-конференции в качестве владельца «Фарула» Марика объявил о своих планах на будущее в отношении клуба, в том числе о возвращении в Лигу I к 2020 году с последующим постепенным созданием команды, чтобы стремиться к месту в европейских соревнованиях и чемпионскому титулу.
21 июня 2021 года владелец и основатель «Вииторула» Георге Хаджи, президент «Вииторула» Георге Попеску, и владелец «Фарула» Чиприан Марика, объявили на пресс-конференции, что их команды объединились. Клубом, который останется в Лиге I будет «Фарул», а «Вииторул» практически исчез в процессе слияния. «Фарул» будет проводить свои домашние матчи на стадионе «Вииторул» в Овидиу, так как старый стадион «Фарул» находится в процессе реконструкции.

## История названий клуба
| Годы       | Название                 |
| 1920-1946  | СПМ Констанца            |
| 1946-1949  | ПКА Констанца            |
| 1949-1953  | Локомотива ПКА Констанца |
| 1953-1958  | Локомотива Констанца     |
| 1958-1972  | Фарул Констанца          |
| 1972-1988  | ФК Констанца             |
| 1988-н. в. | Фарул Констанца          |

## Достижения

### Национальные
Лига I
- Победитель (1): 2022/23.

Лига II
- Победитель (5): 1954, 1957/58, 1961/62, 1980/81, 1987/88.
- Серебряный призёр (2): 1979/80, 2000/01

Лига III
- Победитель (1): 2017/18

Лига IV — Жудец Констанца
- Победитель (1): 2016/17

Кубок Румынии
- Финалист (1): 2004/05

### Международные
Кубок Интертото
- Финалист (1): 2006

Балканский кубок
- Финалист (1): 1964-66

## Текущий состав
| 1  | Румыния     | Вр  | Александру Бузбучи | 1993 |  |  |  |  |
| 12 | Румыния     | Вр  | Михай Айоани       | 1999 |  |  |  |  |
|    |             |     |                    |      |  |  |  |  |
| 3  | Румыния     | Защ | Михай Попеску      | 1993 |  |  |  |  |
| 17 | Румыния     | Защ | Йонуц Ларие        | 1987 |  |  |  |  |
| 20 | Румыния     | Защ | Ромарио Бензар     | 1987 |  |  |  |  |
| 21 | Румыния     | Защ | Дэн Сырбу          | 2003 |  |  |  |  |
| 25 | Бенин       | Защ | Давид Кики         | 1993 |  |  |  |  |
| 27 | Румыния     | Защ | Андрей Борза       | 2005 |  |  |  |  |
| 45 | Франция     | Защ | Джереми Коринус    | 1997 |  |  |  |  |
| 79 | Бельгия     | Защ | Айртон Мбоко       | 1997 |  |  |  |  |
|    |             |     |                    |      |  |  |  |  |
| 4  | Кот-д’Ивуар | ПЗ  | Кевин Дукуре       | 1999 |  |  |  |  |
| 6  | Румыния     | ПЗ  | Тудор Бэлуцэ       | 1999 |  |  |  |  |
| 8  | Румыния     | ПЗ  | Карло Касап        | 1998 |  |  |  |  |

| 16 | Румыния | ПЗ  | Драгош Неделку     | 1997 |  |  |  |  |
| 18 | Румыния | ПЗ  | Андрей Артян       | 1993 |  |  |  |  |
| 23 | Румыния | ПЗ  | Роберт Ион         | 2000 |  |  |  |  |
| 24 | Румыния | ПЗ  | Константин Грамени | 2002 |  |  |  |  |
| 31 | Румыния | ПЗ  | Лука Бану          | 2005 |  |  |  |  |
| 77 | Румыния | ПЗ  | Энес Сали          | 2006 |  |  |  |  |
|    |         |     |                    |      |  |  |  |  |
| 7  | Румыния | Нап | Денис Алибек       | 1991 |  |  |  |  |
| 9  | Румыния | Нап | Луис Мунтяну       | 2002 |  |  |  |  |
| 10 | Румыния | Нап | Влад Морарь        | 1993 |  |  |  |  |
| 11 | Румыния | Нап | Габриэл Торже      | 1989 |  |  |  |  |
| 19 | Румыния | Нап | Лука Андронаке     | 2003 |  |  |  |  |
| 80 | Румыния | Нап | Алекси Питу        | 2002 |  |  |  |  |
| 99 | Румыния | Нап | Роберт Молдовяну   | 1999 |  |  |  |  |

## Статистика выступлений с сезона 2000/2001
| Сезон   | Ранг | Турнир              | Место | И  | В  | Н  | П  | ГЗ  | ГП | Очки |
| ------- | ---- | ------------------- | ----- | -- | -- | -- | -- | --- | -- | ---- |
| 2000/01 | 2    | Лига II (Серия I)   | 2     | 34 | 23 | 5  | 6  | 58  | 29 | 74   |
| 2001/02 | 1    | Лига I              | 14    | 30 | 8  | 8  | 14 | 32  | 44 | 32   |
| 2002/03 | 1    | Лига I              | 10    | 30 | 12 | 4  | 14 | 35  | 47 | 40   |
| 2003/04 | 1    | Лига I              | 9     | 30 | 9  | 10 | 11 | 39  | 42 | 37   |
| 2004/05 | 1    | Лига I              | 5     | 30 | 15 | 7  | 8  | 42  | 28 | 52   |
| 2005/06 | 1    | Лига I              | 7     | 30 | 14 | 3  | 13 | 39  | 38 | 45   |
| 2006/07 | 1    | Лига I              | 14    | 34 | 8  | 13 | 13 | 31  | 35 | 37   |
| 2007/08 | 1    | Лига I              | 13    | 34 | 10 | 10 | 14 | 25  | 38 | 40   |
| 2008/09 | 1    | Лига I              | 16    | 34 | 8  | 6  | 20 | 27  | 56 | 30   |
| 2009/10 | 2    | Лига II (Серия I)   | 8     | 34 | 16 | 5  | 13 | 52  | 48 | 53   |
| 2010/11 | 2    | Лига II (Серия I)   | 13    | 30 | 8  | 6  | 16 | 27  | 45 | 30   |
| 2011/12 | 2    | Лига II (Серия I)   | 8     | 30 | 11 | 11 | 8  | 45  | 42 | 44   |
| 2012/13 | 2    | Лига II (Серия I)   | 11    | 24 | 8  | 3  | 13 | 35  | 41 | 27   |
| 2013/14 | 2    | Лига II (Серия I)   | 12    | 22 | 4  | 6  | 12 | 12  | 35 | 18   |
| 2013/14 | 2    | Лига II (Серия I)   | 12    | 20 | 3  | 4  | 13 | 14  | 32 | 13   |
| 2014/15 | 2    | Лига II (Серия I)   | 10    | 28 | 5  | 8  | 15 | 36  | 59 | 23   |
| 2015/16 | 2    | Лига II (Серия I)   | 5     | 24 | 13 | 5  | 6  | 46  | 30 | 44   |
| 2015/16 | 2    | Лига II (Серия I)   | 5     | 10 | 3  | 1  | 6  | 17  | 23 | 29   |
| 2016/17 | 4    | Лига IV (Констанца) | 1     | 34 | 32 | 1  | 1  | 135 | 14 | 97   |
| 2017/18 | 3    | Лига III (Серия II) | 1     | 26 | 21 | 4  | 1  | 93  | 26 | 67   |
| 2018/19 | 2    | Лига II             | 14    | 38 | 14 | 5  | 19 | 46  | 60 | 47   |
| 2019/20 | 2    | Лига II             | 9     | 23 | 9  | 6  | 8  | 27  | 20 | 33   |
| 2020/21 | 2    | Лига II             | 7     | 19 | 9  | 5  | 5  | 24  | 18 | 32   |
| 2020/21 | 2    | Лига II             | 7     | 6  | 3  | 1  | 2  | 10  | 8  | 42   |
| 2021/22 | 1    | Лига I              | 5     | 30 | 14 | 6  | 10 | 42  | 21 | 48   |
| 2021/22 | 1    | Лига I              | 5     | 10 | 2  | 2  | 6  | 5   | 16 | 32   |
| 2022/23 | 1    | Лига I              | 1     | 30 | 19 | 7  | 4  | 54  | 28 | 64   |
| 2022/23 | 1    | Лига I              | 1     | 10 | 6  | 3  | 1  | 22  | 13 | 53   |

## Выступления в еврокубках
| Сезон | Турнир          | Раунд        | Соперник  | Дома           | В гостях       | Общий счёт     |  |
| ----- | --------------- | ------------ | --------- | -------------- | -------------- | -------------- |  |
| 1995  | Кубок Интертото | Группа 8     | Бечей     | 2:1 (в гостях) | 2:1 (в гостях) | 1-е            |  |
| 1995  | Кубок Интертото | Группа 8     | Погонь    | 2:1 (дома)     | 2:1 (дома)     | 1-е            |  |
| 1995  | Кубок Интертото | Группа 8     | Канн      | 0:0 (в гостях) | 0:0 (в гостях) | 1-е            |  |
| 1995  | Кубок Интертото | Группа 8     | Днепр     | 2:0 (дома)     | 2:0 (дома)     | 1-е            |  |
| 1995  | Кубок Интертото | 1/8 финала   | Херенвен  | 0:4 (в гостях) | 0:4 (в гостях) | 0:4 (в гостях) |  |
| 2006  | Кубок Интертото | Первый раунд | Победа    | 2:0            | 2:2            | 4:2            |  |
| 2006  | Кубок Интертото | Второй раунд | Локомотив | 2:1            | 1:1            | 3:2            |  |
| 2006  | Кубок Интертото | Третий раунд | Осер      | 1:0            | 1:4            | 2:4            |  |